# Ermita de San Miguel (Barluenga)
La ermita de San Miguel es un templo románico de la segunda mitad del siglo XIII ubicado en la población de Barluenga, perteciente al municipio de Loporzano y en el cual se encuentran unas pinturas murales originales de finales del siglo XIII e inicios del XIV del estilo gótico lineal junto con un artesonado mudéjar, siendo esta la razón por la que es Monumento Nacional desde 1931.

## Ubicación
La iglesia se encuentra construida sobre un montículo al oeste en el que también se encuentra el cementerio de la población de Barluenga.

## Arquitectura
Se trata de un edificio de nave única con el testero recto y que se divide en cuatro tramos separados por arcos diafragma apuntados y encajados en el muro. Se puede observar restos de un arcosolio en el muro occidental.
Su exterior es simple porque no presenta ninguna decoración ni añadido decorativo, destacando solamente su portada de medio punto doblado que se abre en la sección de poniente del lado sur y en cuyas jambas se pueden observar restos de un escudo y una inscripción que fecha una actuación en el 1639, mientras que el alero se sustenta a través de modillones moldurados en naceta.

## Pinturas murales
En su interior y más específicamente en la cabecera, se encuentran unas pinturas murales de estilo gótico lineal y que Ricardo del Arco ya registró en su obra La pintura mural de Aragón de 1924, siendo entonces cuando fueron estudiadas formalmente, aunque no fue hasta el 1985 que fueron objeto de un estudio monográfico realizado por Carlos Perrela Larrosa.
Perrela dató las pinturas en el periodo final del siglo XIII debido a las similitudes contrastables entre su cubierta y la de San Miguel de Huesca, firmada y datada en el 1285 y las pinturas similares a las de San Fructuoso de Bierge y de San Miguel de Foces, iniciadas en el 1302.

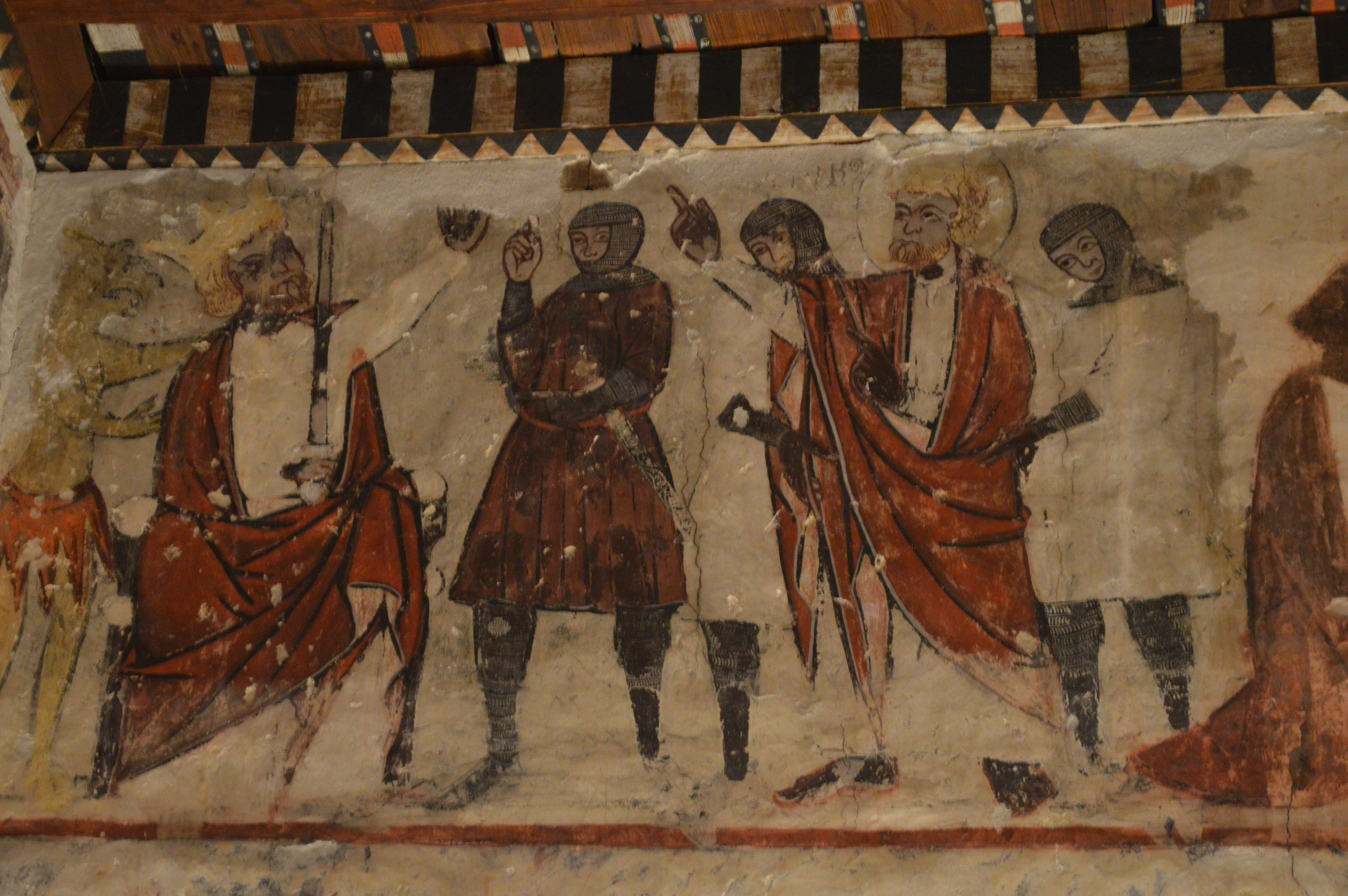
Representación del juicio de San Cristóbal

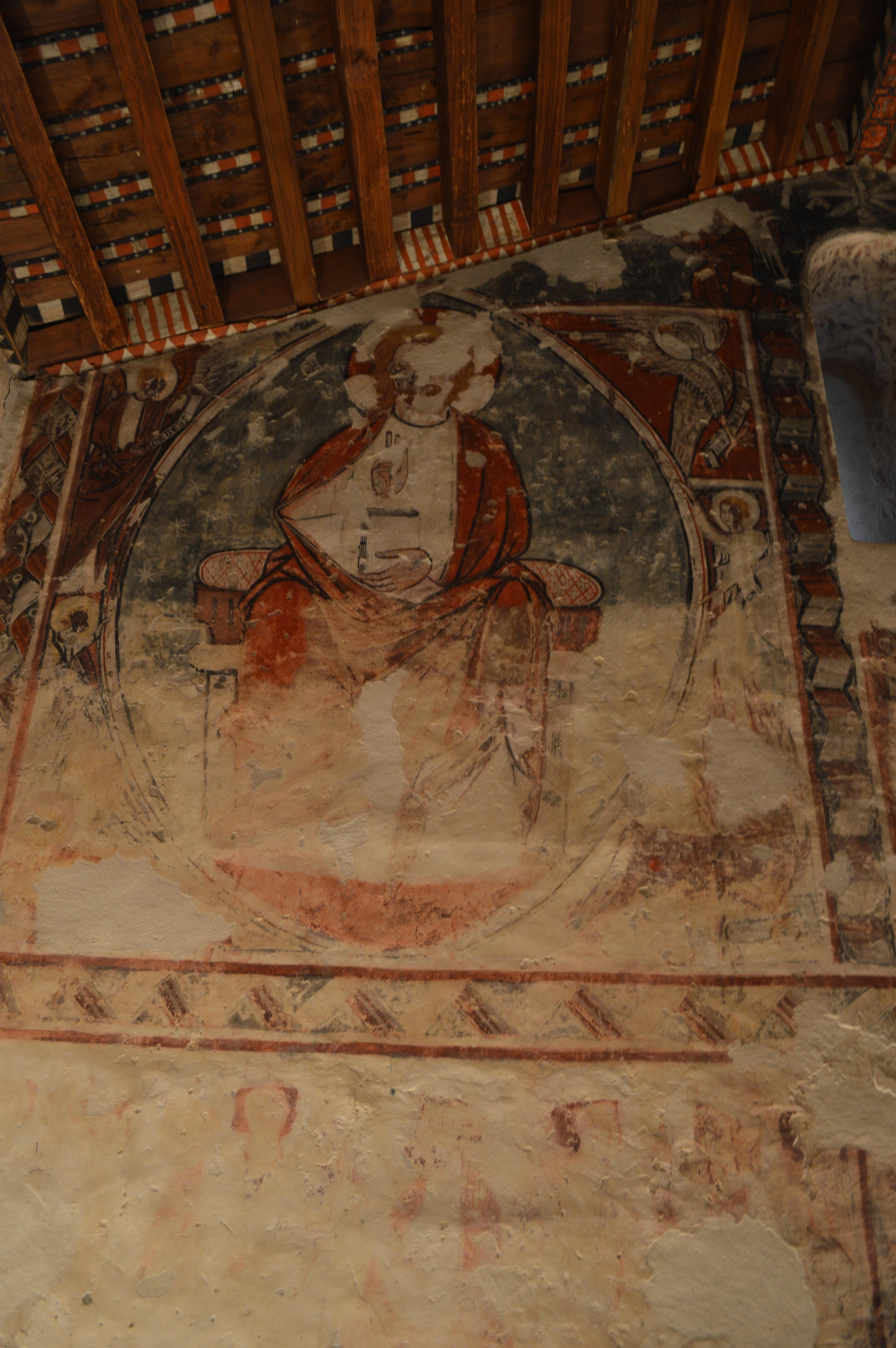
La parte superior del Pantócrator se ha conservado mejor a excepción de la cara, la cual fue vandalizada durante la Guerra Civil.

Las pinturas representan escenas del Juicio Final en las arquivoltas, junto con las escenas del juicio del rey de Samos a San Cristóbal y la tentación de las prostitutas que manda para seducirlo en el lado norte, de las cuales solo queda el tramo superior debido a la mayor humedad en los muros.
En la cabecera se representa en el lado izquierdo un Pantócrator bastante deteriorado debido al vandalismo durante la Guerra Civil, separado por un ventanuco sobre el cual está representado un crismón y bajo el cual se representa a un serafín mientras que a la derecha se representa al arcángel Miguel con un manto rojo y una túnica azul de la cual apenas quedan restos, mientras que porta un escudo decorado con una cruz roja lanzeando a un demonio de múltiples cabezas.

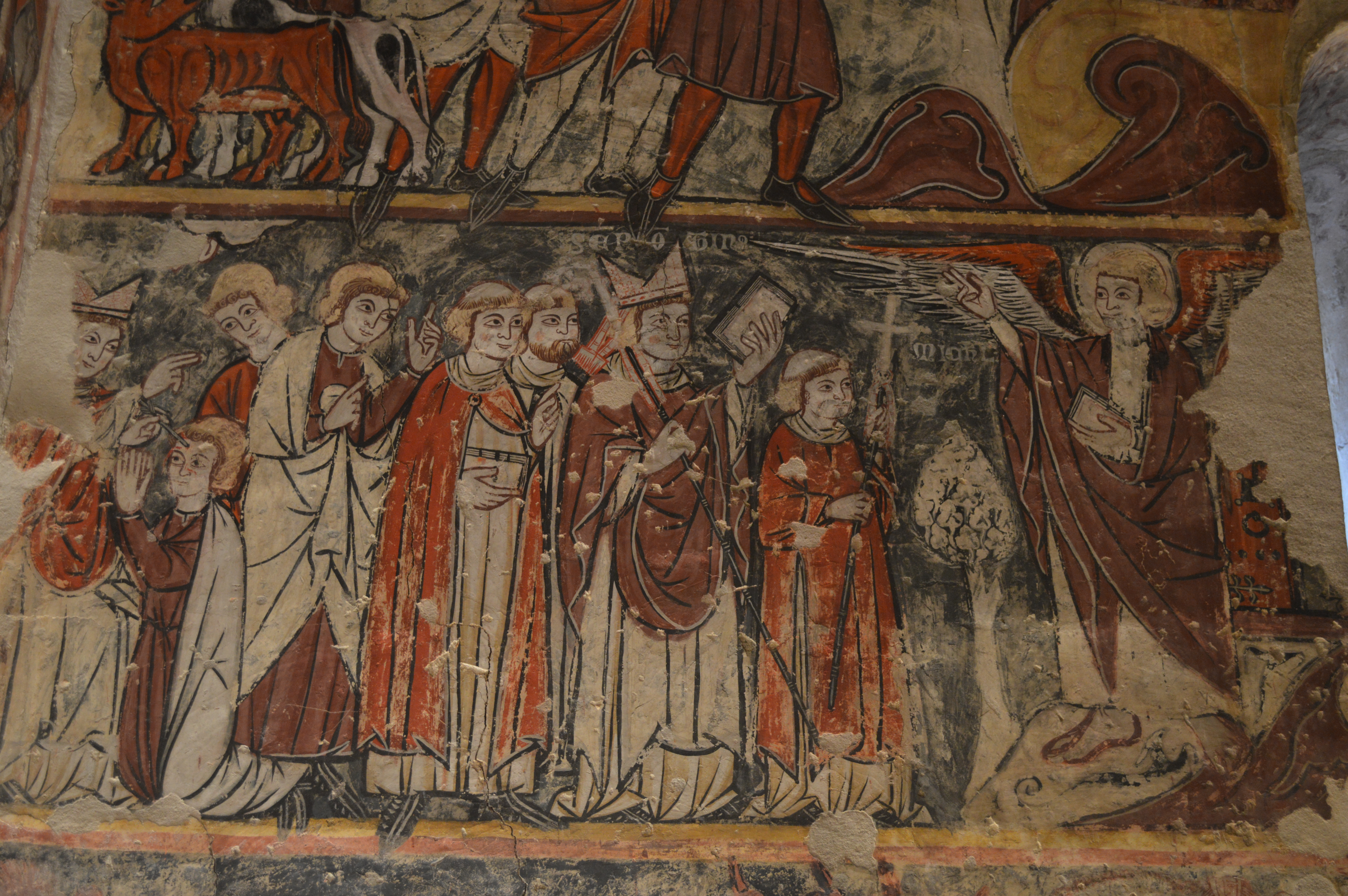

En el muro sur se representa la leyenda de la aparición San Miguel en el Monte Gargano, que se relata de distintas maneras en la Leyenda áurea de Santiago de la Vorágine y en obras como Liber de apparitione Sancti Michaelis, apareciendo el pastor del rebaño de toros, el cazador recibiendo el impacto de la flecha, la intercesión del santo para retirarla junto con la posterior procesión del obispo de Siponto para consagrar el monte a San Miguel.
Por debajo de la representación de la leyenda del Monte Gargano se ven escenas de torturas a los condenados, entre ellas una escena en la que un demonio con forma de puercoespín atormenta a unos condenados dentro de una olla al fuego, entre los cuales se puede ver a un obispo y a un rey, también se ve a una serie de condenados maniatados y colgados de un árbol ardiendo al igual que se puede observar otra escena en la cual dos demonios atormentan a una mujer con tocado sobre un fuego.

## Artesonado mudéjar

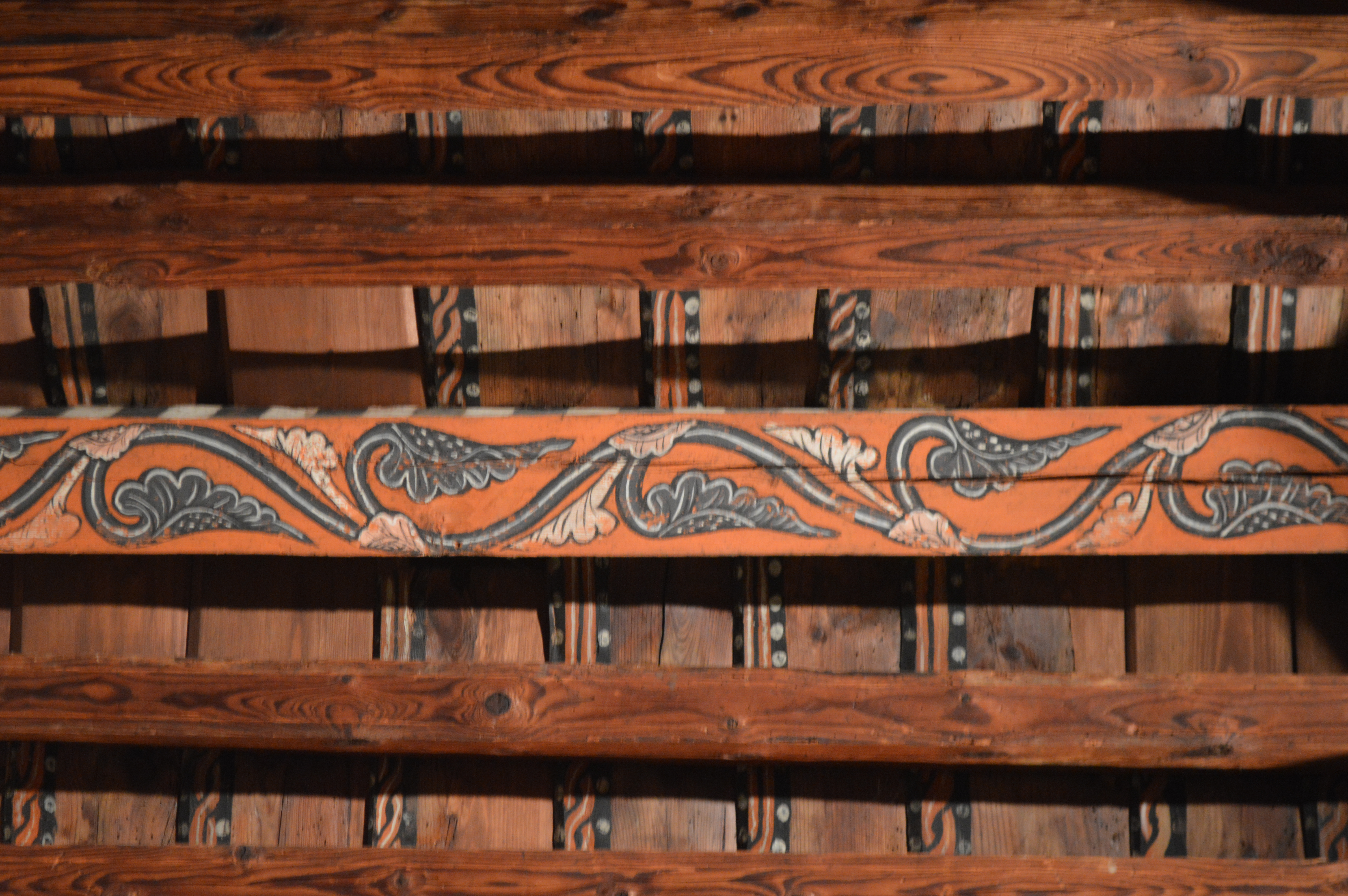
Parte del alfarje con motivos vegetales

Empezando por la cabecera, cada uno de los faldones se disponen nueve pares más la hilera central. A su vez, entre cada dos pares se disponen 12 pequeños listones o cintas que dividen el espacio en trece huecos que cierran con plafones de madera. Las cintas están decoradas con un ancho bandado blanco y anaranjado entre dos finas líneas de perlas blancas sobre fondo negro.
La techumbre se apea sobre los muros a través de unos estribos que también están decorados en la parte alta con unas bandas que alternan blanco y negro y en la parte baja un zig-zag de los mismos colores, mientras que los espacios laterales se rellenan con unas tabicas coloreadas con las mismas bandas que las cintas.
En la hilera de la cumbrera se ve un motivo de lazo de cuatro octogonal a base de cintas con una línea central blanca perfilada por dos negras con un fondo anaranjado salpicado por estrellas blancas y en el cual se representan una variedad de elementos que varían desde elementos vegetales, humanoides y animales, destacando por su situación central en la viga, dos anfisbenas que devoran a un hombre.
En la hilera central del primer tramo de la nave se ven distintos motivos integrados en el mismo modelo de lazos de cuadros octogonales, observándose un ave fénix, una sirena, un castillo, varias estrellas dispuestas de distinta manera, un escudo heráldico cuartelado con una estrella y barras, así como un dragón y una mantícora devorando a un hombre.